# أمة العزيز الفارسية
أَمَة العزيز هي جارية فارسيَّة الأصل، من محظيات الخليفة العبَّاسي موسى الهادي، وأنجبت له ابنهما عبد الله. ثم تزوجها هارون الرشيد وأنجبت له علي بن الرشيد.

## سيرتها
كانت أمة العزيز جارية فارسية جميلة، وفي بداية أمرها كانت مملوكة للربيع بن يونس، الذي كان وزيرًا للخليفة العبَّاسي موسى الهادي (حكم 169 – 170هـ / 785 – 786م). قام الربيع بإهداء أمة العزيز إلى الخليفة الهادي، فأحبها ونالت إعجاب الهادي وظفرت بمكانة خاصة لديه حتى أصبحت إحدى محظياته المقربات ثم أنجبت للهادي ولدهما أبو القاسم عبد الله بن الهادي، وكان أديبًا فاضلًا. ثم تزوجها هارون الرشيد وأنجبت له علي بن الرشيد.

### فهرس المنشورات
1. 1 2  حسن (2013)، ص. 76.
2. 1 2  ابن الأثير (2005)، ص. 888.
3. 1 2  الكازروني (1970)، ص. 123.

### معلومات المنشورات كاملة
الكتب مرتبة حسب تاريخ النشر
- ظهير الدين الكازروني (1970)، مختصر التاريخ من أول الزمان إلى منتهى دولة بني العباس، تحقيق: مصطفى جواد، سالم الآلوسي، بغداد: المؤسسة العامة للطباعة، OCLC:4771288367، QID:Q125826463
- ابن الأثير الجزري (2005)، الكامل في التاريخ، مراجعة: أبو صهيب الكرمي، عَمَّان: بيت الأفكار الدولية، OCLC:122745941، QID:Q123225171
- سولاف فيض الله حسن (2013). دور الجواري والقهرمانات في دار الخلافة العباسية (ط. 1). دمشق: صفحات للدراسات والنشر والتوزيع. ISBN:978-9933-495-13-8. OCLC:6914266520. OL:43175027M. QID:Q125689500.